# TuxGuitar
TuxGuitar ist ein freies Notensatz- und Sequenzer-Programm zum Anlegen, Betrachten und Abspielen von Tabulaturen. Das Programm ist in Java geschrieben und wird unter der GNU Lesser General Public License vertrieben. Es ähnelt in vielen Punkten dem kommerziellen Tabulatur-Editor Guitar Pro.
TuxGuitar steht für die Betriebssysteme Windows, macOS, Linux und FreeBSD sowie als Quelltext zur Verfügung. In vielen Linux-Distributionen, etwa Ubuntu und Debian, ist TuxGuitar in den Paketquellen enthalten. Die erste Version von TuxGuitar wurde am 22. Dezember 2005 veröffentlicht. Inzwischen existieren Lokalisierungen des Programms in diversen Sprachen.
Mit TuxGuitar Live gibt es zudem eine Implementierung als Java-Applet, welches ohne Installation direkt im Browser verwendet werden kann.
Das Logo von TuxGuitar zeigt einen Pinguin mit einer Gitarre in der Hand. Der Pinguin soll das Linux-Maskottchen „Tux“ darstellen, daher auch der Name „TuxGuitar“.

## Funktionen
Das Programm soll Gitarristen und anderen Musikern ermöglichen, einzelne Stücke zu notieren, zu verwalten und abzuspielen. Die Stücke können wahlweise in Form von Tabulaturen oder als Notensatz dargestellt werden. Es eignet sich sowohl zum Komponieren von Musik als auch als Übungsprogramm für Gitarristen, da diese während der Wiedergabe der Stücke mitspielen können. Für diesen Zweck ist die Möglichkeit vorhanden, die Abspielgeschwindigkeit anzupassen und beim Abspielen ein Metronom mitlaufen zu lassen. Daneben enthält das Programm einen Editor für Akkorde und einen Editor für Schlagzeug-Patterns. Eine Funktion zur Darstellung der gespielten Noten auf einem Griffbrett oder einer Klaviatur erleichtert das Auffinden der richtigen Griffpositionen. Dabei können zusätzlich diverse Tonleitern eingeblendet werden.
Es werden mehrere Spuren für unterschiedliche Instrumente unterstützt, die gleichzeitig abgespielt werden können. Das Abspielen erfolgt über einen integrierten MIDI-Sequenzer; für die Klangwiedergabe wird entweder ein interner oder ein externer Software-Synthesizer wie Timidity++ oder FluidSynth eingesetzt, auch die direkte Nutzung einer MIDI-Soundkarte ist möglich. Die verfügbaren Instrumente sind nur durch die verwendete Methode begrenzt. Durch die Verwendung von MIDI-Hardware oder Software-Synthesizern und angepassten SoundFonts kann die Abspielqualität gegenüber dem integrierten Synthesizer verbessert werden.
TuxGuitar kann viele Effekte darstellen und wiedergeben, die für das Gitarrenspiel relevant sind (etwa Palm Mute, Bending, Hammer-on/Pull Off, Slide, Vibrato und Akzentuierungen). Ab Version 1.1 kann jede Instrumentenspur zwei Stimmen enthalten, so dass Instrumente wie Akkordeon oder Klavier, die beidhändig gespielt werden, in einer Spur notiert werden können. In Version 1.2 wurde eine Funktion zum Transponieren einzelner Spuren oder des gesamten Musikstücks eingefügt.
TuxGuitar verwendet ein eigenes Dateiformat; die Dateiformate von Guitar Pro, Power Tab und TablEdit werden jedoch ebenfalls unterstützt. Weiterhin ist es möglich, die Musikstücke als ASCII-Tabulaturen, als MIDI-Dateien, in das MusicXML-Format, als PDF-Datei oder als Quelltext für LilyPond zu exportieren. Im Internet finden sich derzeit über 900.000 Dateien im Guitar-Pro- und Power-Tab-Format, die mit TuxGuitar genutzt werden können.

## Unterstützte Dateiformate

### Tabulatur
- TuxGuitar (.tg) – lesen und schreiben
- Guitar Pro (.gtp) – nur lesen
- Guitar Pro 3 (.gp3) – lesen und schreiben
- Guitar Pro 4 (.gp4) – lesen und schreiben
- Guitar Pro 5 (.gp5) – lesen und schreiben
- Guitar Pro 6 (.gpx) – lesen und schreiben (mit Plugin)
- Guitar Pro 7 (.gp) – nur lesen
- Power Tab (.ptb) – nur lesen
- TablEdit (.tef) – nur lesen

### Andere
- MIDI (.mid) – Import und Export
- ASCII (.txt) – Export
- PDF (.pdf) – Export
- LilyPond (.ly) – Export
- MusicXML (.xml) – Export

## Entwicklung seit 2023, Version 1.6.0
Der Quellcode war bisher auf Sourceforge beheimatet, doch ist der letzte Kommentar von Julian Gabriel Casadesus, dem bisherigen Hauptentwickler, datiert auf den 22. Juli 2022. In einer Diskussion vom 31. August 2023 wird erwähnt, dass der ursprüngliche Entwickler auf Anfragen nicht reagiert. Ein paar Entwickler haben dann entschieden, auf der Plattform Github das Projekt weiterzuentwickeln.
Am 16. September 2023 wurde von diesen dann auf Github die neue Version 1.6.0 veröffentlicht.